# Paratriaenops furcula
Paratriaenops furcula is een vleermuis uit de familie van de Rhinonycteridae. De wetenschappelijke naam van de soort werd voor het eerst geldig gepubliceerd door Trouessart in 1906.